# Yadira Narváez
Yadira Narváez Marín (Florencia (Caquetá), 1985) es una asesina en serie colombiana. Es ampliamente conocida como La reina de la escopolamina o La Burundanguera.
Las autoridades cuentan con 100 pruebas, entre ellas vídeos, testimonios y exámenes de ADN donde se demuestra la participación de Narváez en todos los homicidios. Participó directamente en varios crímenes (se sabe que fueron 6 o más), aunque también lo hacía en complicidad con otras personas.
En 2013 fue condenada a 35 años de prisión por los cargos de homicidio agravado en concurso con hurto calificado y agravado, en relación con la muerte de Reinaldo Ramírez Prado ocurrido el 9 de diciembre de 2011, después de haberle suministrado carbofurán, un insecticida agrícola. Está recluida en una cárcel de Huila.

## Biografía
Yadira Narváez nació en 1985 en Florencia (Caquetá), pero fue criada por su padres en Rivera (Huila) junto con sus dos hermanos. Narvaéz era una mujer de negocios y poseía una finca en Caquetá, vivía con su esposo y su hija. Radicada en Florencia, se dedicó a trabajar en sus negocios, pero en algún momento de su vida mantuvo una relación con una mujer, la misma que la delató ante las autoridades por la muerte de varias personas. Motivada por el dinero y la ambición, decidió trabajar con un grupo de personas con el fin de obtener dinero por medio de la modalidad de robo, por lo que acechaban a personas mayores de edad. Utilizaba un tipo de pesticida llamado Carbofurano, conocido comúnmente como «Furadan», altamente tóxico para los humanos. La sustancia era mezclada con bebidas alcohólicas, por lo que las víctimas morían de forma muy rápida y silenciosa.
Narváez cometió todos los crímenes en 2011, entre los meses de agosto y diciembre. Se cree que finalmente asesinó entre 5 y 6 hombres por medio de este método, aunque según su propia versión fueron más víctimas: «una cantidad bastante considerable», además los asesinatos no solo ocurrieron en Caquetá, también en Tolima, Putumayo y Huila. Fue capturada en la terminal de transporte de Neiva.
A raíz de todos estos acontecimientos fue apodada por las autoridades como La reina de la escopolamina y cumple su condena en la cárcel de Rivera, Huila.